# 국제스마트그리드액션네트워크
국제스마트그리드액션네트워크(International Smart Grid Action Network ; 이스간 또는 ISGAN)는 차세대 지능형 전력망인 스마트 그리드 기술 보급과 실증에 관한 정보교류, 연구개발 등 협력활동을 수행하기 위하여 설립된 국제에너지기구(IEA)와 청정에너지장관회의(CEM) 산하 국가 간 협의기구이다. 공식적으로 참가를 밝힌 나라는 한국ㆍ미국ㆍ이탈리아ㆍ독일 등 4개국이며, 참여 예정국은 프랑스ㆍ캐나다ㆍ멕시코ㆍ호주ㆍ벨기에ㆍ중국ㆍ인도ㆍ일본ㆍ노르웨이ㆍ러시아ㆍ스웨덴ㆍ영국ㆍ오스트리아ㆍ스위스ㆍECㆍ남아프리카공화국 등 16개국이다. 사무국장은 대한민국 산업통상자원부 에너지자문관이 겸임하고 사무국 실무 운영은 한국스마트그리드사업단에서 담당하며 서울특별시 강남구 테헤란로 305 한국기술센터 18층 (역삼동 701-7번지)에 설립되어 있다.

## 연혁
- 2011년 4월 7일 국제스마트그리드기구 출범 선언[5][6]

## 같이 보기
- 한국스마트그리드사업단
- 미국 에너지부
- 글로벌스마트그리드연합(GSGF)